# Mini-Futbol'nyj Klub KPRF
Il KPRF è una squadra russa di calcio a 5, fondata nel 2003 con sede a Mosca.

## Storia
La squadra venne fondata nel 2003 dal Partito Comunista della Federazione Russa per partecipare ad un torneo tra diversi partiti politici organizzato dalla Duma di Stato. Solo nel 2008 però si iscrisse al campionato regionale della propria zona, arrivando nella stagione 2011-2012 a partecipare alla Superliga. Grazie al secondo posto nella stagione 2018-2019, perdendo la finale play-off contro il Tjumen', riuscì a qualificarsi all'edizione successiva della UEFA Futsal Champions League. Il primo successo a livello nazionale arrivò con la vittoria del campionato 2019-2020. Nella stessa stagione ottenne la medaglia di bronzo nelle final four europee di Barcellona perdendo contro i padroni di casa per poi vincere lo scontro tutto russo nella finale 3º posto contro il Tjumen'.

## Palmarès

### Competizioni nazionali
- Campionato russo: 2
  - 2019-20, 2022-23